# ФК Васлуј
ФК Васлуј (рум. FC Vaslui) је румунски фудбалски клуб из Васлуја. Клуб се од 2005. такмичи у Првој лиги Румуније. Боје клуба су жута и бела.
Клуб је постао веома значајан фактор у румунском фудбалу у последњим годинама, учествовао је у УЕФА такмичењима у последњих 5 сезона, сезону 2011/12. завршио као вицепрвак, а 2010. је изгубио у свом првом финалу Купа Румуније.

## Историја
20. јула 2002, нови трећелигаш Викторија Галаци прелази у Васлуј и мења име у ФК Васлуј, након договора Маријуса Стана и Општине Васлуј око коришћења градског стадиона. Убрзо након формирања Адриан Порумбоиу је преузео клуб и он је одмах променио боје клуба из беле и плаве у жуту и зелену, исте као што користи његова компанија. Клуб је у својој првој сезони као другопласирани у Трећој лиги обезбедио пласман у виши ранг, Другу лигу. На крају сезоне, Маријус Стан, председник клуба, је поднео оставку, док је Адриан Порумбоиу, власник клуба, престао са финансирањем клуба, јер је није био задовољан односом Општине Васлуј према клубу. Са одласком њих двојице, једини циљ клуба је био опстананк у Другој лиги. Ипак након што је клуб прву сезону у Другој лиги почео добрим резултатима, Адриан Порумбоиу се вратио у клуб и са тиме су промењени и циљеви из опстанка у пласман у Прву лигу. Већ у следећој сезони, 2004/05., клуб осваја прво место у Другој лиги и тако обара рекорд за најбржи улазак у Прву лигу, само три године након оснивања.
Упркос великим улагањима власника клуба, Васлуј је прву сезону у прволигашком друштву завршио само једно место изнад зоне испадања. Следећу сезону 2006/07., клуб је завршио на осмом месту, а за наредну сезону циљ је био место које води у европско такмичење. Клуб је у томе и успео у сезони 2007/08., захваљујући Арбитражном суду за спорт. Након што се Васлуј жалио због одлуке Оцелула Галаци да у првенственој утакмици између ова два клуба укључи два играча, који нису имали право на то јер су били избачени у претходној утакмици, арбитражни суд је доделио Васлују три бода, а као резултат тога Васлуј је завршио седми, бод испред Оцелула, и тиме обезбедио учешће у Интертото купу.
У свом првом европском наступу, Васлуј је прво у Интертото купу 2008. избацио Нефтчи Баку и тако се квалификовао за УЕФА куп. Ипак Васлуј није успео да достигне такмичење по групама, након што је у првом колу, иако непоражен у два меча, због правила гола у гостима изгубио од Славије Праг. У првенству Васлуј је сезону 2008/09. завршио на петом месту, док је у полуфиналу Купа поражен од ЧФР Клужа.
Ни друга сезона у европским такмичењима није била успешнија, клуб је прошао прву препреку у трећем колу квалификација, али је у плеј офу бољи био атински АЕК. Упркос неуспешној европској сезони, Васлуј је имао одличну сезону у домаћим такмичењима, првенство је завршио на трећем месту, док је у Купу стигао до финала, где је након 0:0 у регуларном делу поражен од ЧФР Клужа на пеналима са 5:4.
Због неуспеха у претходним сезонама да се клуб пласира у групну фазу УЕФА купа и Лиге Европе, Адриан Порумбоиу је поставио за тренера Шпанца Хуана Лопеза Кара, који је био први странац на месту тренера у историји клуба. Нови тренер је сезону почео веома лоше, Васлуј је испао у плеј офу Лиге Европе, у првих десет гола имао је само 3 победе, а клуб је још и избачен у Купу Румуније од трећелигаша, па је Виорел Хизо постављен по трећи пут за тренера. Васлуј је 4. јануара 2011. добио деветомесечну забрану трансфера од ФИФА, након жалбе од стране бившег играча, Марка Љубинковића. Забрана је истекла 6. септембра 2011, а упркос томе што није довео појачања у зимској паузи, Васлуј је другу сезону за редом завршио на трећем месту.
Након што је Фудбалски савез Румуније одузео лиценцу Темишвару, и тако му забранио учешће у европским такмичењима, Васлуј је узео његово место у трећем колу квалификација за Лигу шампиона. Међутим Васлуј је поражен већ од првог противника, па је такмичење наставио у плеј офу Лиге Европе. У плеј офу за противника је имао Спарту Праг, Васлуј је победио са 2:0 у првом мечу на домаћем терену, и упркос поразу од 1:0 у реваншу Васлуј се пласирао у групну фазу, где је на крају као трећепласирани у групи завршио такмичење. Исте сезоне 2011/12., Васлуј се у првенству до последњег кола борио за титулу првака, али је на крају сезону завршио на другом месту са само једним бодом заостатка иза ЧФР Клужа.

## Стадион
Васлуј своје домаће утакмице игра на градском стадиону у Васлују. Стадион је отворен 1972. и у власништву је Општине Васлуји, а има капацитет од 9.240 седећих места. 2008. су постављени рефлектори јачине 2000 лукса.

## Успеси

### Национални
Прва лига Румуније:
- Други (1): 2011/12.

Друга лига Румуније:
- Првак (1): 2004/05.
- Други (1): 2003/04.

Трећа лига Румуније:
- Други (1): 2002/03.

Куп Румуније:
- Финалиста (1): 2009/10.

### Међународни
Интертото куп:
- Победник (1): 2008.

## ФК Васлуј у европским такмичењима
| Сезона   | Такмичење     | Коло        | Држава      | Клуб              | Резултат | УЕФА коеф. |
| -------- | ------------- | ----------- | ----------- | ----------------- | -------- | ---------- |
| 2008.    | Интертото куп | 3. коло     | Азербејџан  | Нефтчи Баку       | 1:2, 2:0 | 0.0        |
| 2008/09. | УЕФА куп      | 2. коло кв. | Летонија    | Лијепаја Металург | 2:0, 3:1 | 4.0        |
|          |               | 1. коло     | Чешка       | Славија Праг      | 0:0, 1:1 | 4.0        |
| 2009/10. | Лига Европе   | 3. коло кв. | Кипар       | Омонија Никозија  | 2:0, 1:1 | 2.5        |
|          |               | Плеј оф     | Грчка       | АЕК Атина         | 2:1, 0:3 | 2.5        |
| 2010/11. | Лига Европе   | Плеј оф     | Француска   | Лил               | 0:0, 0:2 | 0.5        |
| 2011/12. | Лига шампиона | 3. коло кв. | Холандија   | Твенте            | 0:2, 0:0 | 6.5        |
| 2011/12. | Лига Европе   | Плеј оф     | Чешка       | Спарта Праг       | 2:1, 0:1 | 6.5        |
|          |               | Група       | Италија     | Лацио             | 2:2, 0:0 | 6.5        |
|          |               | Група       | Швајцарска  | Цирих             | 2:2, 0:2 | 6.5        |
|          |               | Група       | Португалија | Спортинг Лисабон  | 0:2, 1:0 | 6.5        |
| 2012/13. | Лига шампиона | 3. коло кв. | Турска      | Фенербахче        | 1:4, 1:1 | 1.0        |
| 2012/13. | Лига Европе   | Плеј оф     | Италија     | Интер Милано      | 0:2, 2:2 | 1.0        |

Укупан УЕФА коефицијент: 14.5

## Тренери
| #   | Тренер           | Време                                                                                               | Утакмица | Резултати    | Успешност |
| --- | ---------------- | --------------------------------------------------------------------------------------------------- | -------- | ------------ | --------- |
| 1.  | Јоан Сдробиш     | 20. јул 2002 - 1. децембар 2002 21. април 2004 - 22. новембар 2004                                  | 35       | 25 - 5 - 5   | 71.4%     |
| 2.  | Јон Балаур       | 3. фебруар 2003 - 3. јул 2003                                                                       | 14       | 9 - 2 - 3    | 64.3%     |
| 3.  | Јоан Гиги        | 17. јул 2003 - децембар 2003                                                                        | 15       | 9 - 2 - 4    | 60%       |
| 4.  | Габријел Стан    | 30. децембар 2003 - 22. март 2004                                                                   | 2        | 1 - 0 - 1    | 50%       |
| 5.  | Адриан Матеи     | март 2004 - 20. април 2004                                                                          | 4        | 1 - 1 - 2    | 25%       |
| 6.  | Мирчеа Редник    | 15. јануар 2005 - 11. јун 2005 11. септембар 2005 - 7. јун 2006                                     | 40       | 16 - 12 - 12 | 40.0%     |
| 7.  | Басараб Пандуру  | 16. јун 2005 - 10. септембар 2005                                                                   | 5        | 0 - 1 - 4    | 0%        |
| 8.  | Георге Мулцеску  | 5. јул 2006 - 24. септембар 2006                                                                    | 9        | 1 - 2 - 6    | 11.1%     |
| 9.  | Виорел Хизо      | 24. септембар 2006 - 23. мај 2007 10. јун 2008 - 1. новембар 2008 7. октобар 2010 - 27. јануар 2012 | 80       | 40 - 23 - 17 | 50.0%     |
| 10. | Доринел Мунтеану | 11. јун 2007 - 31. март 2008                                                                        | 26       | 11 - 9 - 6   | 42.3%     |
| 11. | Емил Сандои      | 1. април 2008 - 7. мај 2008                                                                         | 8        | 1 - 2 - 5    | 12.5%     |
| 12. | Виорел Молдован  | 1. новембар 2008 - 26. мај 2009                                                                     | 19       | 10 - 4 - 5   | 52.6%     |
| 13. | Кристијан Дулка  | 26. мај 2009 - 21. септембар 2009                                                                   | 9        | 5 - 1 - 3    | 55.6%     |
| 14. | Маријус Лакатуш  | 28. септембар 2009 - 27. мај 2010                                                                   | 26       | 15 - 7 - 4   | 57.7%     |
| 15. | Лопез Каро       | 16 Jun 2010 - 7 Oct 2010                                                                            | 10       | 4 - 3 - 3    | 40%       |
| 16. | Аугусто Инасио   | 29. јануар 2012 – јул 2012                                                                          | 16       | 13 – 1 – 2   | 81.25%    |
| 17. | Маријус Шумудица | јул 2012 -                                                                                          |          |              |           |